# Dicksholmen
Dicksholmen med Härtsholmen är en ö i Finland. Den ligger i Bottenhavet och i kommunen Kaskö i den ekonomiska regionen  Sydösterbotten i landskapet Österbotten, i den västra delen av landet. Ön ligger omkring 84 kilometer söder om Vasa och omkring 310 kilometer nordväst om Helsingfors.
Öns area är 22,3 hektar och dess största längd är 1,3 kilometer i nord-sydlig riktning. I omgivningarna runt Dicksholmen växer i huvudsak blandskog.